# I'm Not Here to Make Friends
I'm Not Here to Make Friends è un singolo di Sam Smith, pubblicato il 27 gennaio 2023 come quarto estratto dall'album in studio Gloria, realizzato in collaborazione con Calvin Harris e Jessie Reyez.

## Tracce
Testi e musiche di Sam Smith, James Napier, Mikkel S. Eriksen, Tor Erik Hermansen, Jimmy Napes, Calvin Harris.
1. I'm Not Here to Make Friends (featuring Calvin Harris e Jessie Reyez) – 3:49

## Video musicale
Il video è stato pubblicato in concomitanza dell'uscita del singolo, diretto da Tanja Muïn'o.

## Classifiche
| Classifica (2023) | Posizione massima |
| ----------------- | ----------------- |
| Australia         | 40                |
| Belgio (Fiandre)  | 3                 |
| Belgio (Vallonia) | 6                 |
| Canada            | 32                |
| Croazia           | 2                 |
| Francia           | 178               |
| Germania          | 100               |
| Irlanda           | 23                |
| Lituania          | 45                |
| Paesi Bassi       | 64                |
| Portogallo        | 68                |
| Regno Unito       | 32                |
| Russia            | 63                |
| Stati Uniti       | 71                |
| Svizzera          | 50                |
| Ungheria          | 30                |